# Neogaerrhinum
Neogaerrhinum es un género con tres especies de plantas de flores perteneciente a la familia Scrophulariaceae. 

## Especies seleccionadas
- Neogaerrhinum filipes
- Neogaerrhinum kelloggii
- Neogaerrhinum strictum

- Datos: Q3006447
- Especies: Neogaerrhinum